# Urgência psiquiátrica
O termo urgência psiquiátrica aplica-se a situações clínicas emergentes do foro psiquiátrico. Situações a requerer intervenção psiquiátrica podem incluir tentativas de suicídio, abuso de substâncias, depressão, psicose, violência ou outras mudanças bruscas de comportamento. Fazem parte dos serviços de urgência psiquiátrica - médicos, enfermeiros, psicólogos e assistentes sociais. Têm aumentado significativamente os casos de urgência psiquiátrica por todo o mundo desde os anos 60 do século passado, principalmente nas áreas urbanas. O cuidado aos pacientes em urgência psiquiátrica é complexo. Os profissionais envolvidos em urgências psiquiátricas colocam em risco a sua integridade física devido ao estado mental dos seus pacientes. Os pacientes podem submeter-se a tratamento voluntariamente, indicados por outro profissional de saúde, ou por internamento compulsivo. O tratamento de um paciente de urgência psiquiátrica normalmente consiste na estabilização do estado alterado do indivíduo, que pode ser devido a distúrbios mentais agudos ou crónicos. 